# Unité urbaine de Luz-Saint-Sauveur
L'unité urbaine de Luz-Saint-Sauveur est une unité urbaine française centrée sur la commune de Luz-Saint-Sauveur, dans le département des Hautes-Pyrénées, en région Occitanie.

## Données générales
Dans le zonage réalisé par l'Insee en 2020, elle est composée de douze communes, alors qu'elle n'existait pas dans le zonage de 2010. 
En 2022, avec 2 207 habitants, elle représente la 10e unité urbaine du département des Hautes-Pyrénées.
En 2022, sa densité de population s'élève à 13 hab/km2. Par sa superficie, elle représente 3,71 % du territoire départemental et, par sa population, elle regroupe 0,95 % de la population du département des Hautes-Pyrénées.

## Composition 2020 de l'unité urbaine
Elle est composée des douze communes suivantes :
| Nom                              | Code Insee | Département     | Statut       | Superficie (km2) | Population (dernière pop. légale) | Densité (hab./km2) | Modifier                                    |
| -------------------------------- | ---------- | --------------- | ------------ | ---------------- | --------------------------------- | ------------------ | ------------------------------------------- |
| Luz-Saint-Sauveur (ville-centre) | 65295      | Hautes-Pyrénées | ville-centre | 50,38            | 914 (2022)                        | 18                 | modifier les données · modifier les données |
| Betpouey                         | 65089      | Hautes-Pyrénées | banlieue     | 16,20            | 80 (2022)                         | 4,9                | modifier les données · modifier les données |
| Chèze                            | 65145      | Hautes-Pyrénées | banlieue     | 10,07            | 49 (2022)                         | 4,9                | modifier les données · modifier les données |
| Esquièze-Sère                    | 65168      | Hautes-Pyrénées | banlieue     | 1,52             | 417 (2022)                        | 274                | modifier les données · modifier les données |
| Esterre                          | 65173      | Hautes-Pyrénées | banlieue     | 1,74             | 186 (2022)                        | 107                | modifier les données · modifier les données |
| Grust                            | 65210      | Hautes-Pyrénées | banlieue     | 9,52             | 37 (2022)                         | 3,9                | modifier les données · modifier les données |
| Saligos                          | 65399      | Hautes-Pyrénées | banlieue     | 7,07             | 89 (2022)                         | 13                 | modifier les données · modifier les données |
| Sassis                           | 65411      | Hautes-Pyrénées | banlieue     | 0,53             | 72 (2022)                         | 136                | modifier les données · modifier les données |
| Sazos                            | 65413      | Hautes-Pyrénées | banlieue     | 29,38            | 152 (2022)                        | 5,2                | modifier les données · modifier les données |
| Sers                             | 65424      | Hautes-Pyrénées | banlieue     | 29,91            | 109 (2022)                        | 3,6                | modifier les données · modifier les données |
| Viella                           | 65463      | Hautes-Pyrénées | banlieue     | 3,14             | 83 (2022)                         | 26                 | modifier les données · modifier les données |
| Viey                             | 65469      | Hautes-Pyrénées | banlieue     | 6,24             | 19 (2022)                         | 3,0                | modifier les données · modifier les données |

## Évolution démographique
| 1968  | 1975  | 1982  | 1990  | 1999  | 2010  | 2015  | 2022  |
| ----- | ----- | ----- | ----- | ----- | ----- | ----- | ----- |
| 2 848 | 2 615 | 2 595 | 2 662 | 2 514 | 2 323 | 2 302 | 2 207 |

#### Données générales
- Unité urbaine en France
- Aire d'attraction d'une ville
- Liste des unités urbaines de France

#### Données démographiques en rapport avec l'unité urbaine de Luz-Saint-Sauveur
- Arrondissement d'Argelès-Gazost

#### Données démographiques en rapport avec les Hautes-Pyrénées
- Démographie des Hautes-Pyrénées